# Logique de Port-Royal
 (mars 2009).
Si vous disposez d'ouvrages ou d'articles de référence ou si vous connaissez des sites web de qualité traitant du thème abordé ici, merci de compléter l'article en donnant les références utiles à sa vérifiabilité et en les liant à la section « Notes et références ».
La Logique de Port-Royal est le nom habituellement donné à l'ouvrage d'Antoine Arnauld et Pierre Nicole, intitulé La Logique ou l'art de penser et publié pour la première fois en 1662, à Paris sans nom d’auteur. On l'appelle Logique de Port-Royal, bien qu'aucune mention de la fameuse abbaye ne soit portée sur son titre, ce qui peut notamment servir à éviter de confondre cette œuvre avec celle de Condillac parue à la fin du XVIIIe siècle sous un titre assez semblable (La logique ou les premiers développements de l'art de penser, 1781).

## Le contexte janséniste de Port-Royal
Port-Royal était le centre spirituel du jansénisme. Mais ce fut aussi un lieu de réunion où de grands écrivains et philosophes comme Blaise Pascal pratiquaient leurs études sur la logique, la grammaire, la théologie et la traduction des textes de religion chrétienne, notamment à partir du grec et de l’hébreu.
En 1660, les grammairiens de Port Royal, Antoine Arnauld et Claude Lancelot, avaient publié une grammaire fondée non sur la conformité à l’usage jugé le meilleur, mais sur la raison. Cet ouvrage, connu aujourd'hui sous le nom de Grammaire de Port-Royal, portait le titre complexe Grammaire générale et raisonnée contenant les fondemens de l'art de parler, expliqués d'une manière claire et naturelle, « générale » parce qu'elle s'occupe du langage en général, et non d'une langue particulière, et « raisonnée » parce qu’elle explique le fonctionnement du langage à travers la raison. Il peut être considéré comme l’antithèse du « bon usage » prôné dans le Remarques sur la langue française de Vaugelas.
Soutenant  que chaque langue exprimerait dans son propre système des mécanismes logiques universels, la Grammaire de Port-Royal  marqua profondément la naissance de la linguistique moderne, en particulier du courant chomskyen. Tout comme ce dernier, elle postule en effet l'existence d'une grammaire universelle.
La Grammaire de Port Royal s'inscrivait dans le cadre varié des travaux entrepris à Port-Royal, où fut notamment élaborée une nouvelle traduction de la Bible, dite « de Port-Royal ». Pascal, Robert Arnauld d'Andilly, Nicole et Pierre Thomas du Fossé y ont travaillé, sous la direction de Louis-Isaac Lemaître de Sacy. Selon le commentateur Philippe Sellier, ce serait « la plus belle [traduction de la Bible] jamais réalisée en France » [réf. nécessaire]. Cette édition s'y est élaborée entre 1657 et 1696. Son style a influencé la création littéraire de grands écrivains français, tels que Voltaire, Victor Hugo, Flaubert, et Arthur Rimbaud.

## La Logique de Port-Royal
C'est aussi dans ce contexte qu'a été écrite  La logique de Port Royal qui sera jusqu'au milieu du  XIXe siècle une référence centrale dans les domaines de la philosophie du langage. Arnauld et Nicole y élaborent une théorie classique du signe et de la représentation. Selon leur conception, le langage a une fonction d'expression de la pensée via les mots, qui sont les signes des pensées, et les écrits qui sont les signes des mots. La conception du signe de Port-Royal est aussi frappante en ce que, si elle opère une typologie des différents signes, elle embrasse aussi bien les signes linguistiques, c'est-à-dire les paroles ou les écrits, que les signes dits « naturels » (la fumée est le signe du feu) ou encore les signes théologiques (le pain est le signe, dans l'eucharistie, du corps du Christ). Logique, langage, épistémologie et théologie sont ainsi intrinsèquement liés dans cet ouvrage, sorte de compendium de l’épistémologie cartésienne et de Pascal, structuré selon les quatre aspects de la pensée rationnelle : comprendre, juger, déduire, ordonner [réf. nécessaire] , 
Toutes nos connaissances ont lieu à travers des idées qui reflètent les choses [réf. nécessaire], et le jugement porté sur ces choses s’exprime dans des propositions grammaticales constituées par un sujet et un prédicat [réf. nécessaire]. La validité des propositions obtenues par déduction dépend du respect des règles syllogistiques. Enfin, l’ordonnancement des jugements et conclusions conduit à la science par le biais de la méthode (analyse et synthèse) [réf. nécessaire].
C'est aussi une étude du raisonnement passionnel :

« Si on examine avec soin ce qui attache ordinairement les hommes plutôt à une opinion qu'à une autre, on trouvera que ce n'est pas la pénétration de la vérité et la force des raisons, mais quelque lien d'amour-propre, d'intérêt ou de passion. C'est le poids qui emporte la balance. (...) Nous jugeons les choses, non par ce qu'elles sont en elles-mêmes, mais par ce qu'elles sont à notre égard ; et la vérité et l'utilité ne sont pour nous qu'une même chose. »

— Logique de Port-Royal, III, ch. xx, p. 261

## La théorie des signes
La Logique élabore, au chapitre IV de la première partie, une théorie du signe en tant que dédoublement entre la chose représentée et la chose qui représente : 

« Quand on considère un objet en lui-même et dans son propre être, sans porter la vue de l’esprit à ce qu’il peut représenter, l’idée qu’on en a est une idée de chose, comme l’idée de la terre, du soleil ; mais quand on ne regarde un certain objet que comme en représentant un autre, l’idée qu’on en a est une idée de signe, et ce premier objet s’appelle signe. C’est ainsi qu’on regarde d’ordinaire les cartes et les tableaux. Ainsi le signe renferme deux idées : l'une de la chose qui représente ; l'autre de la chose représentée ; & sa nature consiste à exciter la seconde par la première. »

.
Or, la chose qui représente (le signifiant en termes modernes) peut toujours s'opacifier, et devenir lui-même chose : ainsi, on peut regarder un tableau ou une carte en tant que signe représentant quelque chose, ou on peut inspecter la matière brute du tableau ou de la carte, sans penser à ce à quoi ils renvoient. « Car la même chose pouvant être en même temps & chose & signe, peut cacher comme chose, ce qu'elle découvre comme signe. Ainsi la cendre chaude cache le feu comme chose, & le découvre comme signe. ».
François Recanati (1979) explique cette théorie par le biais de la métaphore du reflet dans la vitre ou le miroir :

« Le signe est comme un miroir qui donne à voir autre chose que lui-même, ou bien encore il est comme une vitre transparente qui laisse voir autre chose qu'elle-même. Mais aussi bien le miroir que la vitre ont la propriété de s'opacifier, c'est-à-dire qu'ils peuvent cesser de se dérober pour au contraire s'offrir à la considération, à la vue de l'esprit. »

Les logiciens élaborent en outre une typologie des signes. Ils distinguent par exemple entre les « signes certains », techmêria (en grec), « comme la respiration l'est de la vie des animaux », et les signes « probables », sêmeia (en grec), « comme la pâleur n'est qu'un signe probable de grossesse ». La plupart des erreurs, disent-ils, proviennent d'une confusion entre ces deux espèces de signes, « & que l'on attribue un effet à une certaine cause, quoiqu'il puisse aussi naître d'autres causes, & qu'ainsi il ne soit qu'un signe probable de cette cause ». Aussi, la théorie du signe est liée à la philosophie de la connaissance et à la conception du principe de causalité : l'effet est comme le signe de la cause.
Une autre « division des signes » concerne les « signes naturels » (l'image dans le miroir est le signe naturel de celui qu'elle représente) d'un côté, et les signes « d'institution et d'établissement » (conventionnels en termes modernes), tels que les mots, qui « sont signes d'institution des pensées, & les caractères des mots. ».
Enfin, cette théorie du signe n'est pas qu'épistémologique, mais contient aussi des résonances théologiques : « les symboles Eucharistiques cachent le corps de JÉSUS-CHRIST  comme chose, & le découvrent comme symbole. »

## Interprétations de la Logique de Port-Royal
Louis Marin a beaucoup travaillé sur la Logique ou l'art de penser, dans différents ouvrages (dont Utopiques : jeux d'espaces, 1973). Dans sa thèse, La Critique du discours, il analyse de façon croisée la Logique et les Pensées de Pascal, affirmant que ce dernier mène une critique interne au jansénisme de Port-Royal de la théorie du signe explicitée dans la Logique.
Le philosophe Michel Foucault, dans Les Mots et les Choses, estime que la logique de Port-Royal a contribué, avec d'autres œuvres, à façonner une nouvelle représentation, qu'il appelle épistémè (conception du monde). Cette représentation s'est mise en place en deux étapes :
- au milieu du XVIIe siècle
- dans les années 1775-1825.

## Restrictions de cette logique
Cette logique relève du calcul des prédicats mais n'utilise quasiment que des prédicats unaires ; elle relève donc seulement de la  logique monadique du premier ordre.
Parmi les règles usuelles du calcul des prédicats, élaboré au début de XXe siècle, qui ne sont pas utilisées par la logique de Port-Royal, figure la règle : Si tout objet a une certaine propriété, alors il existe au moins un objet qui a cette propriété.
Cette règle contemporaine est conventionnelle et simplifie les raisonnements, elle implique que tout domaine d'objets considéré est non vide. Une telle convention n'était pas appliquée par la logique de Port-Royal.